# Aleksander Szczygło
Aleksander Marek Szczygło (27. říjen 1963, Jeziorany, Polsko – 10. duben 2010, Pečersk, Rusko) byl polský politik.

## Životopis
V roce 1990 absolvoval Právnickou a správní fakultu Univerzity v Gdaňsku. V roce 1996 dokončil jednoletý pro pracovníky veřejné správy ze zemí střední a východní Evropy, kterou organizovala Univerzita v Georgetownu.
V letech 1990 až 1991 pracoval jako asistent senátora Lecha Kaczyńského v regionální kanceláři v Gdaňsku. Ve stejné době působil také jako právník pro Solidaritu. Jeho další kariéra byla spojena s Lechem Kaczyńským: v letech 1991 až 1992 působil jako právník na Národním bezpečnostním úřadu, jehož byl Kaczyński krátce šéfem, jakmile Kaczyński přešel na Nejvyšší kontrolní úřad, Szczygło ho následoval a v letech 1992 až 1995 zde pracoval. V roce 1997 se stal poradcem generálního inspektora Státního inspektorátu práce. V letech 1997 až 2000 působil jako ředitel Odboru informací a vzdělávání Výboru pro evropskou integraci. V roce 2001 byl poradcem předsedy správní rady největší polské banky – PKO BP.
V roce 2001 byl za Právo a spravedlnost zvolen do Sejmu. V roce 2004 neúspěšně kandidoval do Evropského parlamentu, v roce 2005 byl opět zvolen do Sejmu. V prosinci 2005 byl jmenován státním tajemníkem na ministerstvu národní obrany. Funkci přestal vykonávat 2. srpna 2006, kdy se stal vedoucím Kanceláře polského prezidenta. V únoru 2007 byl jmenován ministrem obrany. V roce 2007 byl opět zvolen poslancem Sejmu a mandát zastával do ledna 2009, kdy se stal šéfem Národního bezpečnostního úřadu.
Zemřel při leteckém neštěstí u ruského Smolensku 10. dubna 2010. Posmrtně obdržel Velitelský kříž s hvězdou Řádu Polonia Restituta (Krzyż Komandorski z Gwiazdą Orderu Odrodzenia Polski).